# Wohratal
Wohratal è un comune tedesco di 2 156 abitanti situato nel land dell'Assia.